# Solanum aviculare

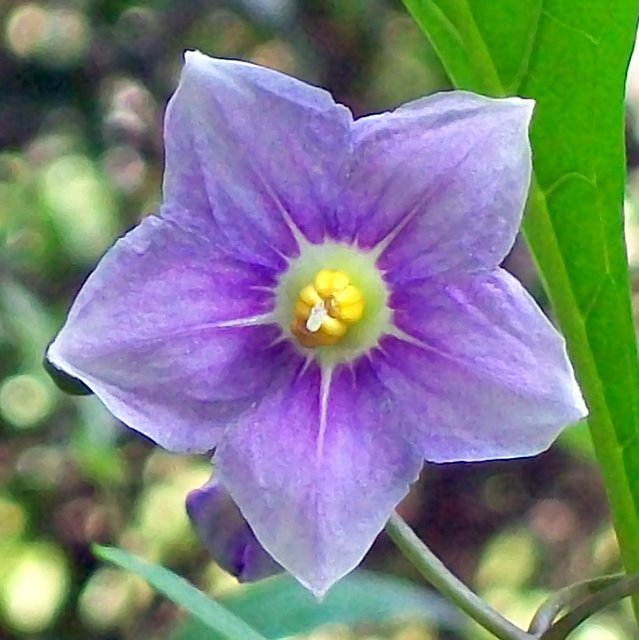
Solanum avicular

Solanum aviculare, comumente chamado de poroporo (Nova Zelândia), maçã canguru, pam plum (Austrália), ou pretinha da Nova Zelândia, é um arbusto de mata nativa da Nova Zelândia e da costa leste da Austrália.

## Taxonomia e Sistemática
Solanum aviculare foi descrito pela primeira vez pelo naturalista alemão Georg Forster em 1786, de uma coleção na Nova Zelândia.
.
- Solanum aviculare var. albiflorum Cheeseman
- Solanum aviculare var. latifolium GTSBaylis

## Usos
As folhas e frutos imaturos de S. aviculare contêm o alcalóide tóxico solasodine . S. aviculare é cultivado na Rússia e na Hungria para a solasidina, que é extraída e usada como material de base para a produção de contraceptivos esteróides .
Os aborígines australianos usavam a fruta como cataplasma nas articulações inchadas. A planta contém um esteróide que é importante para a produção de cortisona.

## Ecologia
Acredita-se que as abelhas polinizam as flores.